# Vysoká (district de Svitavy)
Pour les articles homonymes, voir Vysoká.
Vysoká (en allemand : Wissoka) est une commune du district de Svitavy, dans la région de Pardubice, en Tchéquie. Sa population s'élevait à 40 habitants en 2024.

## Géographie
Vysoká se trouve à 15 km au sud-est de Moravská Třebová, à 27 km à l'est-sud-est de Svitavy, à 85 km au nord-ouest de Pardubice et à 177 km à l'est-sud-est de Prague.
La commune est limitée par Hartinkov au nord, par Bouzov et Ludmírov à l'est, par Kladky à l'est et au sud-est, par Březinky au sud et au sud-ouest, et par Chornice à l'ouest.

## Histoire
La première mention écrite de la localité date de 1750.

## Transports
Par la route, Vysoká se trouve à 10 km de Jevíčko, à 37 km de Svitavy, à 102 km de Pardubice et à 216 km de Prague. 